# オリビエ・ロング
オリビエ・ロング（Olivier Long、1915年10月11日 - 2003年3月19日）は、スイスの大使及び1968年5月6日から1980年10月1日までGATT事務局長を務めた人物。
ロングは1915年10月11日、ジュネーブ近郊のプティ・ヴェイリエで生まれ、ロンドンやハーバードで学んだほか、パリ大学の法学博士、ジュネーブ大学の政治学博士、国際大学院大学の政治学博士を。取得した。1939年から43年にかけて、国際赤十字委員会(ICRC)に勤務し、戦時中のヨーロッパを巡り、捕虜交換や食糧援助の交渉に当たった。戦後、スイス連邦政府に入り、ワシントン、ロンドンでの勤務を経て関税・貿易一般協定（ガット）事務局長として貿易問題に取り組んだ。
ロングは、原油価格の高騰やインフレーション、リセッション (景気後退) による保護主義的な圧力にもかかわらず、1970年代に西側諸国が貿易自由化に向けて前進するのを後押しした。
1968年から1980年まで国際貿易を規律するために、1948年に設立され、ジュネーブに本部を置くガットの事務局長を務めたロングは、第二次世界大戦以来最大の関税引き下げを実現させるのに貢献した。
ロングはガットの第二代事務局長で、発足以来20年間ガットを運営してきたエリック・ウィンダム・ホワイトの後を継いだ。1967年に就任したスイスの駐英大使、駐マルタ大使のポストを返上することになるため、当初は就任に消極的だった。
1973年に東京で開かれた閣僚会議で、自由貿易体制を目指す六年間の「東京ラウンド」 が開始された。自由貿易の支持者たちにとって、この時期は難しい時期だった。石油輸出国機構の行動の結果、1973年末に原油価格が4倍になったとき、世界経済はリセッション (景気後退) とインフレの双子のショックに見舞われた。各国通貨は異例の不安定になった。
あらゆる産業が、外国の競合企業からの保護を政府に求めた。しかし、ロングは世界の民主的な工業国政府と約20カ国の途上国を、交渉開始時に約束した自由貿易協定に従わせることに成功した。
多くの関税が引き下げられただけでなく、東京ラウンドは、輸入割当や輸出補助金といった他の種類の貿易障壁を撤廃又は抑制するための、それまでで最も包括的な取り組みでもあった。
1995年、ウルグアイ・ラウンドとして知られるもう一つの貿易自由化の最終段階で、世界貿易機関 (WTO) がGATTの役割を担うことになった。
フランスの多くの指導的政治家との緊密な個人的関係により。パリのシャルル・ド・ゴール政権とアルジェリア民族解放戦線との仲介役を務めた。アルジェリア戦争を終結させた1962年のエビアン合意に至るまでの交渉立ち上げに尽力した。
ロングは通商外交に復帰し、欧州自由貿易連合の創設につながる交渉で重要な役割を果たした。欧州自由貿易連合は1959年に設立された。
ロングは、ジュネーブにある国際大学院の教授でもあった。経済学や政治学に関する数冊の本や論文の著者でもある。
彼は、フランシーヌ・ロールズと1946年に結婚し、二人の娘と一人の息子がある。